# Liebe ist für alle da
«Liebe ist für alle da» (укр. «Любов є для кожного») — шостий студійний альбом німецького гурту «Rammstein». У Європі реліз відбувся 16 жовтня 2009 року; у Великій Британії 19 жовтня 2009 року; у США 20 жовтня 2009 року під лейблом Universal Music Group. Альбом було продано тиражем більше одного мільйону копій.

## Створення
Назва альбому була підтверджена 1 вересня 2009 року в рекламному відео до нового синглу «Pussy», що вийшов 18 вересня 2009 року в Європі та 19 вересня 2009 року в США. Відео-кліп на пісню «Pussy» було опубліковано на вебсайті для дорослих Visit-X за два дні до прем'єри синглу. У відео представлені сцени явної чоловічої та жіночої оголеності, а також учасники групи, які беруть участь у сексуальній активності з жінками. У липні 2009 року до інтернету потрапила промо-версія заголовного треку «Liebe ist für alle da» разом з різними рекламними матеріалами. Знімки, зроблені протягом запису альбому, згодом були доступні на офіційному вебсайті Rammstein. Альбом вийшов 16 жовтня 2009 року в Європі та 20 жовтня в США.

## Цензура
Федеральний департамент з питань засобів масової інформації, шкідливих для молоді, у Німеччині занепокоївся альбомом завдяки композиції «Ich tu dir weh» та малюнку в буклеті альбому, на якому Ріхард Круспе шльопає оголену жінку. Через це придбати альбом могли лише дорослі, і крім того, він не може бути виставлений у магазинах, доступних для неповнолітніх. Як наслідок, альбом був перевиданий у Німеччині 16 листопада у відредагованій версії без пісні та картинки. Група продовжувала грати інструментальну версію пісні в прямому ефірі в Німеччині, поки їх не заборонили.
31 травня 2010 року адміністративний суд у Кельні вирішив відмовитись від цензури стосовно альобому. Німецький департамент 1 червня видалив цей запис зі списку цензури. 9 червня група оголосила на своєму офіційному вебсайті, що оригінальна версія альбому доступна в їх магазині, і що випуск синглу «Ich tu dir weh» заплановано протягом короткого періоду у Німеччині. Зрештою сингл вийшов 5 лютого 2010 року, а у Великій Британії — 15 лютого 2010 року.

## Тематика альбому
Власне, тематика альбому цілком відповідає заявленій у назві темі — любов в її найрізноманітніших, як правило, збочених, проявах.
Так композиції «Pussy» і «Liebe ist für alle da» присвячені популярному у світі сексуальному туризму, але в чомусь є своєрідним «фейлетоном» на розв'язаність і вседозволеність сучасного суспільства. Продовжуючи лінію дослідження поведінки відомих маніяків (можна згадати скандальний сингл «Mein Teil» з альбому «Reise, Reise», що змалював злочин канібала з Ротенбурга), у композиції «Wiener Blut» Rammstein наважується описати жахливий внутрішній світ віденського ґвалтівника Йозефа Фрітцля. «Ich tu dir weh» — присвята садомазохістському коханню, котра своїм надто «мальовничим» текстом спровокувала заборону публічного прослуховування пісні в Німеччині.
Зокрема, коханню без збочень в альбомі присвячені лише дві композиції — акустичні треки «Frühling in Paris» і «Roter Sand», проте, навіть попри відсутність провокаційного змісту, в останньому треку Rammstein залишився вірним собі, змалювавши драматичну смерть героя на пістолетній дуелі. Не обійшлося в альбомі і без самозамилування — треки «Rammlied» і «Haifisch» присвячені власне гурту.
Якщо виходити із загальної концепції альбому, стає зрозумілим, чому цілком гідні композиції, що включені в «бонус» LIFAD, не потрапили в основний трек-ліст: тема мізантропа, що готовий взяти зброю і розстрілювати всіх навкруги («Halt») і сумне оповідання про загиблих у Дунаї дітей («Donaukinder») явно не вкладається в загальну канву LIFAD.
Загалом альбом отримав схвальні відгуки критиків, швидко очоливши чарти багатьох європейських країн.
Саме з презентацією «Liebe Ist Für Alle Da» пов'язаний перший візит німецького гурту в Україну. В рамках світового туру 2009–2010 років Rammstein відвідали 9 березня 2010 року Київ, де відбувся двогодинний концерт, що пройшов при аншлазі. Власне LIFAD був представлений вісьмома першими піснями трек-лісту.

## Критика
Альбом був сертифікований платиною у Фінляндії, дебютував під третім номером у французькому чарті, також досяг 13-го місця в американських чартах, що робить його найуспішнішим альбомом гурту у США, хоча альбом вибув з чарту через чотири тижні. У Німеччині альбом увійшов в хіт-парад під номером 1 після найкращого старту музичного альбому в 2009 році, і обігнавши новий альбом «Alles kann besser werden» популярного німецького R&B виконавця Ксав'єра Найду. 
Альбом залишався на високому рівні в чартах, поки не потрапив під цензуру.

## Композиції
| #     | Назва                                           | Тривалість |
| ----- | ----------------------------------------------- | ---------- |
| 1.    | «Rammlied» («Рамм-пісня»)                       | 5:19       |
| 2.    | «Ich tu dir weh» («Я роблю тобі боляче»)        | 5:02       |
| 3.    | «Waidmanns Heil» («Привітання мисливця»)        | 3:33       |
| 4.    | «Haifisch» («Акула»)                            | 3:45       |
| 5.    | «B********»                                     | 4:15       |
| 6.    | «Frühling in Paris» («Весна в Парижі»)          | 4:45       |
| 7.    | «Wiener Blut» («Віденська кров»)                | 3:53       |
| 8.    | «Pussy» («Вагіна»)                              | 4:00       |
| 9.    | «Liebe ist für alle da» («Любов є для кожного») | 3:26       |
| 10.   | «Mehr» («Більше»)                               | 4:09       |
| 11.   | «Roter Sand» («Червоний пісок»)                 | 3:59       |
| 46:06 |                                                 |            |

- За словами Ріхард Круспе «B********» означає «Bückstabü» - слово , яке в жодному разі не вживає група, щоб позначити все, що слухач хоче.[17]
- У пісні «Frühling in Paris» є тексти пісні Едіт Піаф «Non, je ne regrette rien».
- В Німеччині другий трек «Ich tu dir weh», замінений на чотири секунди мовчання, через цензуру.  На обкладинці це позначено як «Ich tu dir weh** Entfernt nach Zensur durch die Behörden der Bundesrepublik Deutschland». (Видалено після цензури владою Федеративної Республіки Німеччина).[18]

| Бонус-треки | Бонус-треки                               | Бонус-треки |
| #           | Назва                                     | Тривалість  |
| ----------- | ----------------------------------------- | ----------- |
| 1.          | «Führe mich» («Керуй мною»)               | 4:34        |
| 2.          | «Donaukinder» («Діти Дунаю»)              | 5:18        |
| 3.          | «Halt» («Стій!»)                          | 4:21        |
| 4.          | «Roter Sand» ((оркестр) «Червоний пісок») | 4:06        |
| 5.          | «Liese» («Ліза»)                          | 3:56        |
| 22:15       |                                           |             |

- Японське видання вийшло у грудні 2009 року як подвійний SHM-CD.

| Ексклюзивна доріжка в iTunes | Ексклюзивна доріжка в iTunes | Ексклюзивна доріжка в iTunes |
| #                            | Назва                        | Тривалість                   |
| ---------------------------- | ---------------------------- | ---------------------------- |
| 1.                           | «Rammlied» (Робб Флінн)      | 6:19                         |

## Учасники запису
- Тілль Ліндеманн — вокал
- Ріхард Круспе — соло-гітара
- Пауль Ландерс — ритм-гітара
- Олівер Рідель — бас
- Крістіан Лоренц — клавішні
- Крістоф Шнайдер — барабани

## Позиції в чартах

### Щотижневі чарти
| Чарти (2009)                             | Позиція |
| ---------------------------------------- | ------- |
| Australian Albums (ARIA)                 | 9       |
| Austrian Albums (Ö3 Austria)             | 1       |
| Belgian Albums (Ultratop Flanders)       | 3       |
| Belgian Albums (Ultratop Wallonia)       | 4       |
| Croatian Albums (IFPI)                   | 7       |
| Czech Albums (Čns Ifpi)                  | 1       |
| Danish Albums (Hitlisten)                | 1       |
| Dutch Albums (Album Top 100)             | 1       |
| Finnish Albums (Suomen virallinen lista) | 1       |
| French Albums (SNEP)                     | 2       |
| German Albums (Offizielle Top 100)       | 1       |
| Greek Albums (IFPI Greek)                | 30      |
| Hungarian Albums (Mahasz)                | 10      |
| Irish Albums (IRMA)                      | 25      |
| Italian Albums (FIMI)                    | 14      |
| Japanese Albums (Oricon)                 | 165     |
| Mexican Albums (AMPROFON)                | 4       |
| New Zealand Albums (RMNZ)                | 15      |
| Norwegian Albums (VG-lista)              | 4       |
| Polish Albums (OLiS)                     | 2       |
| Portuguese Albums (AFP)                  | 4       |
| Russian Albums (2M)                      | 2       |
| Scottish Albums (OCC)                    | 14      |
| Slovenian Albums (Vikend)                | 1       |
| Spanish Albums (PROMUSICAE)              | 5       |
| Swedish Albums (Sverigetopplistan)       | 3       |
| Swiss Albums (Schweizer Hitparade)       | 1       |
| UK Albums Chart (OOC)                    | 16      |
| Billboard200                             | 13      |
| Top Rock Albums (Billboard)              | 3       |

### Щорічні чарти
| Чарти (2009)                             | Позиція |
| ---------------------------------------- | ------- |
| Austrian Albums (Ö3 Austria)             | 9       |
| Belgian Albums (Ultratop Flanders)       | 42      |
| Belgian Albums (Ultratop Wallonia)       | 85      |
| Dutch Albums (Album Top 100)             | 50      |
| Finnish Albums (Suomen virallinen lista) | 3       |
| French Albums (SNEP)                     | 88      |
| German Albums (Offizielle Top 100)       | 7       |
| Polish Album (ZPAV)                      | 30      |
| Swedish Albums (Sverigetopplistan)       | 55      |
| Swiss Albums (Schweizer Hitparade)       | 12      |

| Чарти (2010)                       | Позиція |
| ---------------------------------- | ------- |
| Austrian Albums (Ö3 Austria)       | 49      |
| Belgian Albums (Ultratop Flanders) | 81      |
| Dutch Albums (Album Top 100)       | 96      |
| German Albums (Offizielle Top 100) | 67      |
| Swiss Albums (Schweizer Hitparade) | 91      |

## Сертифікація
| Країна/чарт                   | Сертифікація | Сертифікація продажів |
| ----------------------------- | ------------ | --------------------- |
| Австрія (IFPI Австрія)        | Платиновий   | 20 000                |
| Бельгія (BEA)                 | Золотий      | 15 000                |
| Данія (IFPI Denmark)          | Золотий      | 15 000                |
| Фінляндія (Musiikkituottajat) | Платиновий   | 24 843                |
| Франція (SNEP)                | Золотий      | 50 000                |
| Німеччина (BVMI)              | 2×Платиновий | 400 000               |
| Польща (IFPI)                 | Золотий      | 10 000                |
| Румунія (UFPR)                | 4×Платиновий | 16 000                |
| Швеція (GLF)                  | Золотий      | 20 000                |
| Швейцарія (IFPI Швейцарія)    | Платиновий   | 30 000                |
| Велика Британія (BPI)         | Срібний      | 60 000                |
| Європа (IFPI)                 | Платиновий   | 1 000 000             |

## Дата випусків
| Регіон          | Дата             |
| --------------- | ---------------- |
| Європа          | 16 жовтня 2009   |
| Велика Британія | 19 жовтня 2009   |
| США             | 20 жовтня 2009   |
| Австралія       | 23 жовтня 2009   |
| Канада          | 27 жовтня 2009   |
| Гватемала       | 4 листопада 2009 |
| Японія          | 16 грудня 2009   |